# 알바니아 왕세자 레카

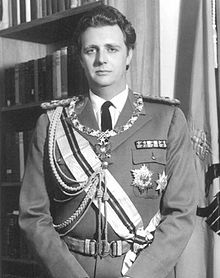
알바니아 왕세자 레카

알바니아 왕세자 레카(Leka, Crown Prince of Albania, 1939년 4월 5일 ~ 2011년 11월 30일)는 알바니아의 조구 1세 왕과 제랄딘 왕비의 외아들이었다. 그는 출생 시 스칸데르 왕세자라고 불렸다. 1961년 아버지가 사망한 후, 레카는 알바니아 왕위 요구자였으며, 그의 지지자들은 그를 레카 1세 왕으로 불렀다.